# 조병득
조병득 (趙炳得, 1958년 5월 26일 ~ ) 은 대한민국의 전 축구 선수 및 현 지도자이다.  대한축구협회의 경기위원장, 부회장을 활동하였다. 현재는 축구사랑나눔재단 이사장을 활동중이다. 

## 개요
서울체육고등학교(77년), 명지대학교(83년)를 졸업하였다. k리그 레전드 골키퍼, 1980년대 국가대표팀의 간판 골키퍼로 활약하였으며 구단 운영 방침에 대한 반발 때문에 1982년 4월 29일 이영무 김철용 박민재 신현호와 함께 할렐루야 축구단을 퇴단했으나 같은 해 12월 할렐루야 축구단으로 돌아왔고 신현호는 1983년 8월 할렐루야 축구단에 복귀했으며 이영무 김철용 박민재는 구단 탈퇴 후 1983년 6월 창단된 임마누엘 축구단의 선수가   됐다.

## 축구인 생활

### 선수 생활
K리그 창설 원년인 1983년 할렐루야 독수리에서 데뷔하여, 그 해 K-리그 초대 우승에 크게 공헌하였다. 1987년 포항제철 아톰즈로 이적하여, 그 해 K-리그 준우승 등에 공헌하였다. 1990 시즌이 끝난 뒤 은퇴하였다.

### 국가대표 생활
1979년 A매치에 데뷔하여, 1980년 AFC 아시안컵, 1986년 FIFA 월드컵, 1988년 AFC 아시안컵 등의 많은 대회에서 뛰며 A매치 42경기에 출장하였다. 1986년 FIFA 월드컵에 최종 엔트리에 포함되었지만 본선 경기에서 기용되지는 않았다.

### 지도자 생활
은퇴 후, 1991년부터 현대 호랑이 코치를 맡아  프로팀 지도자 생활을 시작했고 1994년부터 1996년까지 올림픽 대표팀 코치를 맡아 1996년 하계 올림픽에 참가하였다. 1997년 할렐루야 독수리의 감독을 역임하였고, 2000년 전북 현대 모터스의 코치에 선임되었다. 2002년 전남 드래곤즈로 입단해 활동하였고, 2004년 수원 삼성 블루윙즈의 GK 코치로 옮겨 활동하였다.2014년~  ?? 대한축구협회의 경기위원장, 2019~2020년까지 그리고 2023년  대한축구협회 부회장을 맡았다. 지금은 축구사랑나눔재단 이사장을 활동중이다.

## 그 외
1989년 10월 21일 현대 호랑이와의 경기에서 어시스트를 기록하여, K-리그 최초로 어시스트를 기록한 골키퍼가 되었다.

## 경력

### 선수 경력
- 1983년 ~ 1986년  할렐루야 독수리
- 1987년 ~ 1990년  포항제철 아톰즈

### 국가대표 경력
- 1980년 AFC 아시안컵 대표
- 1986년 FIFA 월드컵 대표
- 1988년 AFC 아시안컵 대표

### 지도자 경력
- 1991년 ~ 1994년 현대 호랑이 코치[6]
- 1994년 ~ 1996년 대한민국 축구 올림픽 대표팀 코치
- 1997년 ~ 1998년 할렐루야 독수리 감독
- 2000년 ~ 2001년 전북 현대 모터스 코치
- 2002년 ~ 2003년 전남 드래곤즈 코치
- 2004년 ~ 2010년 수원 삼성 블루윙즈 코치

## 수상

### 개인
- 1983년 K-리그 베스트 11 선정

### 클럽

#### 할렐루야 독수리
- K-리그 우승 1회 (1983년)

#### 포항 제철 아톰즈
- K-리그 우승 1회 (1988년)
- K-리그 준우승 1회 (1987년)

### 국가대표팀
- 1980년 AFC 아시안컵 준우승
- 1988년 AFC 아시안컵 준우승

## 친족
- 아나운서 원기범이 조병득의 조카이다.

1. ↑  “李榮武(이영무)·申鉉浩(신현호)등 할렐루야서 탈퇴”. 경향신문. 1982년 5월 1일. 2022년 1월 31일에 확인함.
2. ↑  “할렐루야팀에 趙炳得(조병득)선수 복귀”. 조선일보. 1982년 12월 26일. 2022년 1월 31일에 확인함.
3. ↑  박갑철 (1983년 8월 5일). “럭키, 이달중 프로팀 発団式(발단식)”. 조선일보. 2022년 1월 31일에 확인함.
4. ↑  “전국축구선수권 임마누엘 데뷔戰(전) 장식”. 동아일보. 1983년 11월 15일. 2022년 1월 31일에 확인함.
5. ↑  “조영증·조병득씨 현대로”. 한겨레신문. 1990년 12월 4일. 2024년 1월 3일에 확인함.
6. ↑  “조영증·조병득씨 현대로”. 한겨레신문. 1990년 12월 4일. 2024년 1월 3일에 확인함.